# Pristimantis jubatus
Pristimantis jubatus é uma espécie de anfíbio caudado da família Strabomantidae. Está presente na Colômbia. A UICN classificou-a como quase ameaçada.